# Динхай
Динха́й (кит. упр. 定海, пиньинь Dìnghǎi, буквально: «установить порядок на море») — район городского подчинения городского округа Чжоушань провинции Чжэцзян (КНР).

## История
Во времена первых централизованных империй острова Чжоушань управлялись структурами, ответственными за близлежащее побережье. Во времена империи Цзинь острова стали в IV веке базой для восстания под руководством Сунь Эня.
Впервые отдельная административная структура здесь появилась во времена империи Тан, когда в 738 году на архипелаге был образован уезд Вэншань (翁山县). В 777 году архипелаг был захвачен повстанцами под руководством Юань Чао, и уезд был расформирован.
Во времена империи Сун здесь в 1073 году вновь был создан отдельный уезд, получивший название Чанго (昌国县). После монгольского завоевания уезд был поднят в статусе, став областью Чанго (昌国州), но после свержения власти монголов и основания империи Мин область была в 1369 году понижена в статусе, вновь став уездом, а в 1387 году уезд был упразднён. В XVI веке архипелаг Чжоушань стал одной из главных баз пиратов-вокоу.
После того, как Цинская империя присоединила Тайвань, на архипелаге Чжоушань в 1687 году был вновь образован уезд, получивший название Динхай (定海县). Во время Первой опиумной войны Чжоушань был захвачен английскими войсками в начале июля 1840 года. В связи с тем, что было достигнуто предварительное согласие цинских властей на передачу британцам острова Гонконг, в начале 1841 года англичане покинули Чжоушань, но так как цинский император отказался признать итоги предварительных мирных переговоров, то в октябре 1841 года английские войска оккупировали Чжоушань вновь, и оставались здесь до 1846 года в качестве гарантии выполнения цинским правительством условий мирного договора. После Первой опиумной войны уезд Динхай был преобразован в Непосредственно управляемый комиссариат Динхай (定海直隶厅), подчинённый непосредственно губернатору провинции Чжэцзян.
После Синьхайской революции в Китае была проведена реформа структуры административного деления, в ходе которой комиссариаты были упразднены, и в 1912 году комиссариат Динхай вновь стал уездом Динхай. 25 августа 1916 года здесь побывал Сунь Ятсен, оставивший записки об этом визите.
С началом японо-китайской войны архипелаг был в 1937 году оккупирован японцами. 1 октября 1942 года в окрестностях архипелага американской подводной лодкой «Grouper» был торпедирован и потоплен японский войсковой транспорт «Lisbon Maru», перевозивший в Токио 1800 военнопленных из Гонконга; местным рыбакам удалось спасти 384 британца.
Во время гражданской войны в связи с продвижением войск коммунистов на юг гоминьдановское правительство в 1949 году выделило из уезда Динхай уезд Вэнчжоу (滃州县); в северной части архипелага, входящей в состав провинции Цзянсу, был образован уезд Шэнсы. В ноябре 1949 года войска НОАК попытались высадиться на острове Дэнбу, но попытка была отбита. Тем не менее, в мае 1950 года гоминьдановские войска эвакуировались с архипелага Чжоушань, и он был занят войсками НОАК.
В составе КНР уезд Вэнчжоу был вновь присоединён к уезду Динхай, вошедшему в состав Специального района Нинбо (宁波专区) провинции Чжэцзян. В 1953 году в провинции Чжэцзян был образован Специальный район Чжоушань (舟山专区), и уезд Динхай, из которого были выделены уезды Путо (普陀县) и Дайшань, вошёл в его состав.
В 1958 году четыре уезда на архипелаге были объединены в единый уезд Чжоушань (舟山县). В 1960 году Специальный район Чжоушань был упразднён, а уезд Чжоушань перешёл в состав Специального района Нинбо.
В 1962 году был вновь образован Специальный район Чжоушань, и воссозданный уезд Динхай снова вошёл в его состав.
В 1973 году Специальный район Чжоушань был переименован в Округ Чжоушань (舟山地区).
В 1987 году постановлением Госсовета КНР округ Чжоушань был преобразован в городской округ, а уезд Динхай стал его районом городского подчинения.

## Административное деление
Район делится на 9 уличных комитетов и 3 посёлка.